# Tiesj Benoot
Tiesj Benoot (Gent, 11 maart 1994) is een Belgisch wielrenner die sinds 2022 rijdt voor Team Visma-Lease a Bike. 

## Carrière
In zijn eerste jaar bij de profs (2015) behaalde hij onder meer een vijfde plaats in de Ronde van Vlaanderen. In 2016 werd hij derde in de Omloop Het Nieuwsblad. In de Ronde van Frankrijk 2017 behaalde hij een verdienstelijke 20ste plaats. Hij wist zijn eerste profzege te boeken in de Strade Bianche 2018.

## Privéleven
Benoot studeerde toegepaste economische wetenschappen (TEW) aan de Universiteit Gent. Hij is vernoemd naar de Amerikaanse zangeres Tish Hinojosa.

## Palmares

### Baanwielrennen
| Jaar         | BK                                   | EK           | WK           | Overige      |
| Nieuwelingen | Nieuwelingen                         | Nieuwelingen | Nieuwelingen | Nieuwelingen |
| ------------ | ------------------------------------ | ------------ | ------------ | ------------ |
| 2010         | ploegenachtervolging · ploegensprint |              |              |              |
| Junioren     |                                      |              |              |              |
| 2011         | ploegenachtervolging                 |              |              |              |
| Elite        |                                      |              |              |              |
| 2013         | ploegenachtervolging                 |              |              |              |

### Weg
2012
2e etappe Oberösterreich Juniorenrundfahrt, Junioren
Puntenklassement Oberösterreich Juniorenrundfahrt, Junioren
1e etappe Keizer der Juniores, Junioren
2013
Sprintklassement Triptyque des Monts et Châteaux
Punten- en jongerenklassement Circuit des Ardennes
2e etappe Ronde van Madrid, Beloften
Jongerenklassement Ronde van Madrid, Beloften
Eindklassement Tour de Moselle
4e etappe Ronde van Palencia
2014
Puntenklassement Triptyque des Monts et Châteaux
Jongerenklassement Ronde van de Isard
2016
Jongerenklassement Ronde van de Algarve
2017
Jongerenklassement Ronde van de Algarve
2018
Strade Bianche
Jongerenklassement Tirreno-Adriatico
2019
1e etappe Ronde van Denemarken
2020
6e etappe Parijs-Nice
Puntenklassement Parijs-Nice
2023
Kuurne-Brussel-Kuurne

## Resultaten in voornaamste wedstrijden
| Jaar | Ronde van Italië | Ronde van Frankrijk | Ronde van Spanje |
| ---- | ---------------- | ------------------- | ---------------- |
| 2015 |                  |                     |                  |
| 2016 |                  |                     |                  |
| 2017 |                  | 20e                 |                  |
| 2018 |                  | opgave              | 95e              |
| 2019 |                  | 59e                 |                  |
| 2020 |                  | 75e                 |                  |
| 2021 |                  | opgave              |                  |
| 2022 |                  | 36e                 |                  |
| 2023 |                  | 24e                 |                  |
| 2024 |                  | 49e                 |                  |
| 2025 |                  | 54e                 |                  |

| Jaar | Milaan-San Remo | Gent-Wevelgem | Ronde van Vlaanderen | Parijs-Roubaix | Amstel Gold Race | Luik-Bast.‑Luik | Ronde van Lombardije | Clásica San Sebastián | Strade Bianche | Dwars door Vlaanderen |  | WK op de weg |  | Wereldranglijsten |
| ---- | --------------- | ------------- | -------------------- | -------------- | ---------------- | --------------- | -------------------- | --------------------- | -------------- | --------------------- |  | ------------ |  | ----------------- |
| 2015 |                 |               | 5e                   | 100e           |                  |                 | opgave               | 19e                   |                | 6e                    |  | 80e          |  | 47e (UWT)         |
| 2016 |                 | 15e           | opgave               | 114e           | opgave           |                 |                      | opgave                | 8e             | 39e                   |  |              |  | 75e (UWT)         |
| 2017 | 133e            |               | opgave               |                | 15e              |                 | 57e                  | 9e                    | 8e             | 7e                    |  | 95e          |  | 76e (UWT)         |
| 2018 |                 |               | 8e                   |                | opgave           | 23e             | 25e                  |                       | ↑              | 7e                    |  | opgave       |  | 33e (UWT)         |
| 2019 |                 | 13e           | 9e                   | opgave         |                  |                 | 24e                  | opgave                | 5e             | 5e                    |  |              |  | 30e (UWR)         |
| 2020 | 20e             |               | 10e                  |                |                  | 8e              |                      |                       | opgave         |                       |  | 30e          |  | 49e (UWR)         |
| 2021 |                 |               | 12e                  |                | 15e              | 7e              | 29e                  |                       |                | 23e                   |  | 31e          |  |                   |
| 2022 |                 | 34e           | 13e                  |                | ↑                |                 |                      | ↑                     | opgave         | ↑                     |  |              |  |                   |
| 2023 |                 |               | 13e                  |                | 15e              | 7e              | 63e                  | 10e                   | ↑              | 26e                   |  | 9e           |  |                   |
| 2024 |                 | 40e           | 15e                  |                | ↑                | 12e             | 58e                  |                       |                | 4e                    |  | opgave       |  |                   |
| 2025 |                 | 19e           | 6e                   |                | 8e               | 13e             |                      | 4e                    |                | ↑                     |  |              |  |                   |

### Resultaten in kleinere rondes
| Jaar | Parijs-Nice | Tirreno-Adriatico | Critérium du Dauphiné | Ronde van Zwitserland | Ronde van Polen | Eneco Tour |
| ---- | ----------- | ----------------- | --------------------- | --------------------- | --------------- | ---------- |
| 2015 |             |                   | 26e                   |                       |                 | 8e         |
| 2016 |             | 61e               |                       | opgave                | 5e              | 29e        |
| 2017 |             | 66e               | 12e                   |                       |                 | 28e        |
| 2018 |             | 4e                | 14e                   |                       |                 |            |
| 2019 |             | 12e               |                       | 4e                    |                 |            |
| 2020 | ↑ (1)       |                   | opgave                |                       |                 |            |
| 2021 | 5e          |                   |                       | 15e                   |                 | 8e         |
| 2022 |             |                   | 71e                   |                       |                 |            |
| 2023 |             | 34e               | 28e                   |                       |                 |            |
| 2024 |             |                   | 33e                   |                       |                 | 21e        |
| 2025 |             |                   |                       | 40e                   |                 |            |

## Ploegen
- 2012 –  Avia-Fuji
- 2013 –  Lotto-Belisol U23

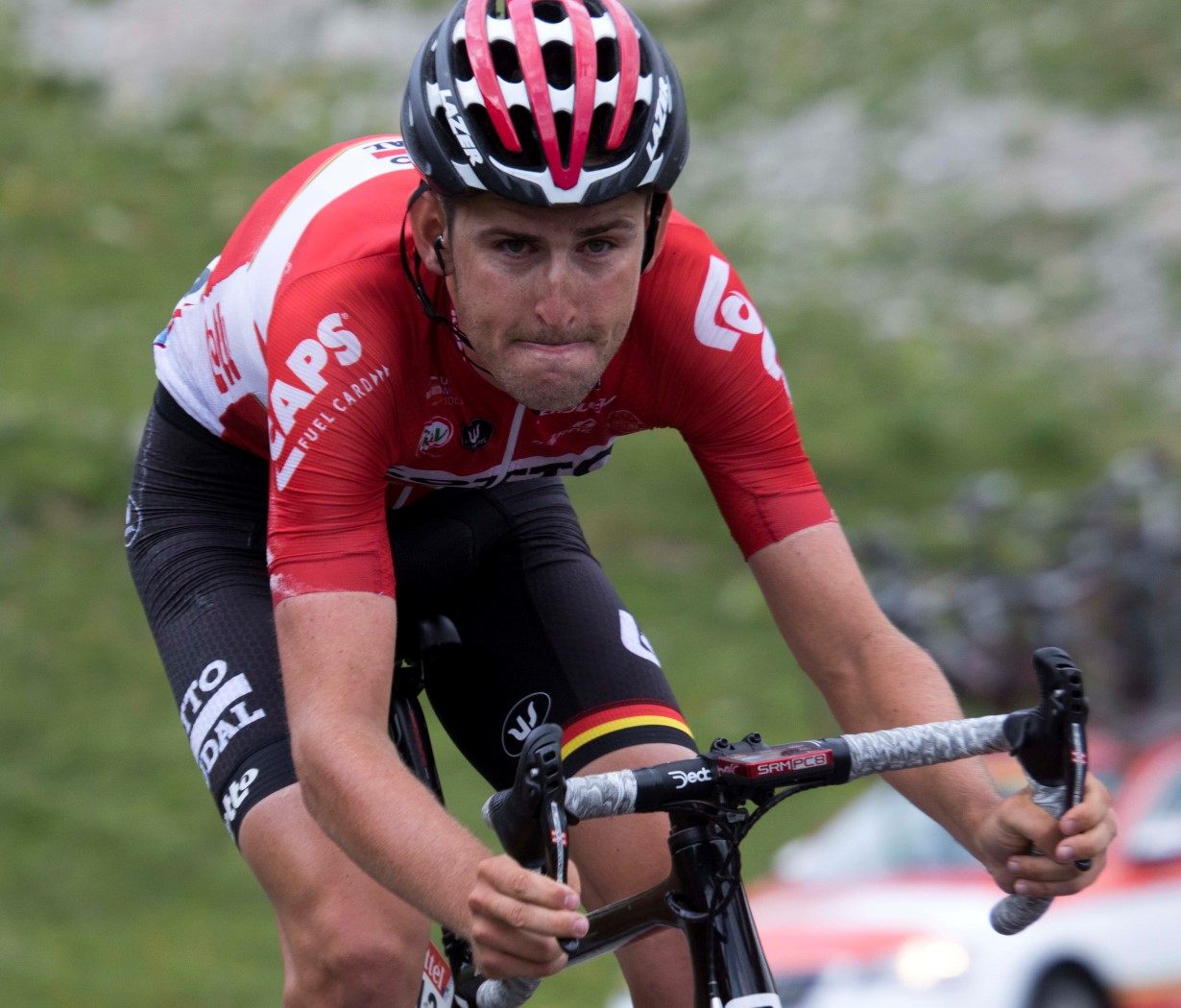
Benoot in de Ronde van Frankrijk 2017, deel uitmakend van de ploeg Lotto Soudal

- 2014 –  Lotto-Belisol U23 (tot 1-8)
- 2014 –  Lotto-Belisol (stagiair vanaf 1-8)
- 2015 –  Lotto Soudal
- 2016 –  Lotto Soudal
- 2017 –  Lotto Soudal
- 2018 –  Lotto Soudal
- 2019 –  Lotto Soudal
- 2020 –  Team Sunweb
- 2021 –  Team DSM
- 2022 –  Jumbo-Visma
- 2023 –  Jumbo-Visma
- 2024 –  Visma-Lease a Bike
- 2025 –  Team Visma-Lease a Bike

## Onderscheidingen
- 2015: Sportbelofte van het jaar[3]
- Kristallen zweetdruppel:2022[4]

Armée · Bak · Boeckmans · Breen · Broeckx · De Bie · Debusschere · De Clercq · Dehaes · Dockx · Gallopin · Greipel · Hansen · Henderson · Kaisen · Ligthart · Monfort · Roelandts · Sieberg · Vallée · Van den Broeck · Van der Sande · D. Vanendert · J. Vanendert · Van Genechten · Vervaeke · Wellens · Willems · Benoot (stagiair) · Meurisse (stagiair) · Naesen (stagiair)
Armée · Bak · Benoot · Boeckmans · Breen · Broeckx · De Buyst · De Bie · Debusschere · De Clercq · De Gendt · Dehaes · Dockx · Gallopin · Greipel · Hansen · Henderson · Ligthart · Monfort · Roelandts · Sieberg · Vallée · Van den Broeck · Van der Sande · D.Vanendert · J.Vanendert · Vervaeke · Wellens · Frison (stagiair) · Van Gestel (stagiair) · Van Rooy (stagiair)
Armée · Bak · Benoot · Boeckmans · Broeckx · De Buyst · De Bie · De Clercq · De Gendt · Debusschere · Dockx · Frison · Gallopin · Greipel · Hansen · Henderson · Ligthart · Marczyński · Monfort · Roelandts · Sieberg · Valls · Van der Sande · Vanendert · Vervaeke · Wallays · Wellens · Deltombe (stagiair) · Goolaerts (stagiair) · Shaw (stagiair)
Armée · Bak · Benoot · Boeckmans · De Bie · De Buyst · De Clercq · De Gendt · Debusschere · Frison · Gallopin · Greipel · Hansen · Hofland · Maes · Marczyński · Mertz · Monfort · Roelandts · Shaw · Sieberg · Valls · Van der Sande · Vanendert · Vervaeke · Wallays · Wellens · Wouters · Leysen (stagiair) · Planckaert (stagiair) · Van Gompel (stagiair)
Armée · Bak · Benoot · Campenaerts     · De Buyst · De Gendt · Debusschere · Frison · Greipel · Hansen · Hofland · Keukeleire · Lambrecht · Maes · Marczyński · Mertz · Monfort · Naesen · Shaw · Sieberg · Van der Sande · Vanendert · Wallays · Wellens · Wouters
Armée · Benoot · Blythe · Campenaerts   · De Buyst · De Gendt · Dewulf · Ewan · Frison · Hagen · Hansen · Iversen · Keukeleire · Kluge · Lambrecht · Maes · Marczyński · Mertz · Monfort · Naesen · Thijssen · Van der Sande · van Goethem · Van Moer · Vanendert · Vanhoucke · Wallays · Wellens · Wouters
Arensman (vanaf 1 juli) · Arndt · Benoot · Bol · Dainese · Denz · Donovan · Eekhoff · Gall · Haga · Hamilton · Hindley · Hirschi · Kanter · Kelderman · A. Kragh Andersen · S. Kragh Andersen · Matthews · Nieuwenhuis · Oomen · Pedersen · Power · Roche · Salmon · Storer · Stork · Sütterlin · Tusveld · Van Wilder · Vermaerke (stagiair)
Arensman · Arndt · Bardet · Benoot · Bol · Brenner · Combaud · Dainese · Denz · Donovan · Eekhoff · Gall · Haga · Hamilton · Hindley · Kanter · A. Kragh Andersen · S. Kragh Andersen · Leknessund · Markl · Nieuwenhuis · Pedersen · Roche · Salmon · Storer · Stork · Sütterlin · Tusveld · Vermaerke · Van Wilder
Affini · Benoot · Bouwman · Dekker · Dennis · Dumoulin (tot 15/8) · Eenkhoorn · Foss   · Gesink · Harper · Hessmann · Hofstede · Kooij · Kruijswijk · Kuss · Laporte · Leemreize · Oomen · Roglič   · Roosen · Teunissen · Vader · Van Aert · Van der Sande · M. van Dijke · T. van Dijke · Van Emden · Van Hooydonck · Vingegaard · Gloag (stagiair)
Affini · Benoot · Bouwman · Dennis · Foss   · Gesink · Gloag · Hessmann · Hofstede · Kelderman · Kooij · Kruijswijk · Kuss · Laporte  · Leemreize · Oomen · Roglič   · Roosen · Tratnik · Vader · Valter · Van Aert · van Baarle · Van der Sande · M. van Dijke · T. van Dijke · Van Emden · Van Hooydonck · Vingegaard
Affini · Benoot · Bouwman · Gesink · Gloag · Hagenes · Heßmann · Jorgenson · Kelderman · Kooij · Kruijswijk · Kuss · Laporte  · Lemmen · Staune-Mittet · Tratnik · Tulett · Uijtdebroeks · Vader · Valter · Van Aert · van Baarle · van Belle · Van der Sande · M. van Dijke · T. van Dijke · Vermote · Vingegaard